# Wołczkowce (gmina)
Wołczkowce – dawna gmina wiejska w powiecie śniatyńskim województwa stanisławowskiego II Rzeczypospolitej. Siedzibą gminy były Wołczkowce.
Gminę utworzono 1 sierpnia 1934 r. w ramach reformy na podstawie ustawy scaleniowej z dotychczasowych gmin wiejskich: Kielichów, Lubkowce, Oleszków, Orelec, Tuława, Tułuków i Wołczkowce.
Po II wojnie światowej obszar gminy znalazł się w ZSRR.